# Eadric Streona
Eadric Streona (død 1017) var ealdorman af Mercia fra 1007, indtil han blev dræbt af Knud den Store. Eadric fik tilnavnet "Streona" ("den Griske") i Hemmings Cartulary, fordi han tilegnede kirkejord og midler til sig selv. Eadric fik i middelalderen et berygtet ry på grund af sine forræderiske handlinger under den danske generobring af England.
Eadric kom fra en børneflok på mindst otte børn og havde en forholdsvis ydmyg oprindelse: Hans far Æthelric var en del af kong Æthelred den Rådvildes hof, men havde ingen større rolle og vides ikke at have haft nogen titler. Allerede før han blev ealdorman, synes Eadric at have fungeret som Æthelreds håndhæver. I 1006 tilskyndede han drabet på ealdorman af York, Elfhelm. Eadric blev gift med Æthelreds datter Eadgyth i 1009 og blev dermed hans svigersøn. Eadric blev udnævnt til Ealdorman af Mercia i 1007.
Som ealdorman spillede Eadric en vigtig rolle i rigets anliggender. I 1009 forhandlede han med plyndrende vikinger for at redde ærkebiskoppen af Canterbury Ælfheahs liv, hvilket viste sig forgæves. Eadric fortsatte også med at organisere drabene på fremtrædende adelsmænd, angiveligt på kongens ordre. Imidlertid forrådte han sin svigerfar i 1015, idet han sluttede sig til danskeren Knud, søn af Svend Tveskæg, mod England.
Sammen med sin nye herre Knud, drog Eadric på et plyndringstogt gennem hele England indtil sommeren 1016, hvor en række store slag blev udkæmpet mod Edmund Jernside, efterfølgeren til den afdøde kong Æthelred. Det afgørende slag stod ved Assandun den 18. oktober 1016. Eadric var på dette tidspunkt atter tilbage på sin svogers side, men af uvisse årsager flygtede han fra slagmarken med sine mænd, selvom det muligvis havde været planlagt på forhånd. Efter freden mellem Knud og Edmund var blevet indgået, fik Eadric lov til at forblive jarl, men efter et år fik Knud Eadric dræbt i London under julefestlighederne i 1017.

## Navn
Eadrics kaldenavn "Streona" er løst oversat som "den Griske" eller "den Begærlige" og dukker først op i Hemming's Cartulary, som blev nedskrevet omkring år 1100.

## Tidlige liv

### Familie
Eadrics familie ser ud til at have haft besiddelser i Shropshire og Herefordshire. John af Worcester giver Eadrics far navnet Æthelric, en than, der var en del af hoffet fra slutningen af 980'erne og fremefter, og hans søskende navnede Brihtric, Ælfric, Goda, Æthelwine, Æthelweard og Æthelmer, af hvem den sidste siges (sandsynligvis fejlagtigt) at have været faderen til Wulfnoth Cild, som var far til jarl Godwin. Krønikeskriveren efterlod også et tomt mellemrum mellem Ælfric og Goda, som om han efterlod plads til navnet på en anden bror. Thaner med disse navne forekommer blandt vidnerne til chartere udstedt i kong Æthelred 2.'s navn i slutningen af 900-tallet og begyndelsen af 1000-tallet. Disse thaner forekommer ret ofte i grupper på to eller tre, hvilket kan tolkes som bevis på, at de var medlemmer af samme familie. Æthelric synes fra midten af 990'erne og frem at have været ledsaget af en eller flere af sine sønner (minus Ælfric). At dømme ud fra vidnelisterne kan det være, at navnet på den anden bror var Æthelnoth.
På et tidspunkt inden år 1009 giftede Eadric sig med Eadgyth (Edith), datter af kong Æthelred. Dette var et politisk ægteskab, beregnet på at styrke alliancer. Selvom han gjorde stor tjeneste for Æthelred i mange år, endte Eadric i sidste ende med at skifte sin troskab flere gange og forråde sin hustrus familie. Der er ingen optegnelser af, at Eadric og Eadgyth fik børn, selvom det er blevet hævdet, at de havde en datter, der var mor til Siward 'Grossus', en rig than fra Shropshire. Eadgyth var sandsynligvis Eadrics anden hustru, for ifølge Henrik af Huntingdon var en søn af Eadric Streona ansvarlig for at mordet på kong Edmund Jernside. Denne søn ville, hvis han havde eksisteret, havde været født før Eadrics ægteskab med Eadgyth, idet et barn af Eadgyth ville have været for ungt til at kunne have begået mord i år 1016, da kong Edmund døde.

### Tidlige karriere
Eadric selv kan sandsynligvis først identificeres i lister over vidner til chartre sammen med sin far og bror Brihtric i 1002. Andre medlemmer af Eadrics familie synes at have været ved hoffet i en vis styrke i 1004–5. Der er ingen lister, hvor Eadric optræder i 1006, men i det år blev det meddelt at Eadric havde været involveret i drabet på ealdorman Ælfhelm af York.
Eadric optræder blandt thanerne i år 1007 i St Albans Abbey,  samme år han blev udnævnt til Ealdorman af Mercia. Det kunne have været i år 1007, eller deromkring, at Eadric havde ægtet Eadgyth, datter af kong Æthelred. Dette kan enten afspejle eller forklare hans pludselige opstigning, eftersom John af Worcester mener, at ægteskabet havde fundet sted i 1009.

## Ealdorman af Mercia

### Hyldest
Eadric blev udnævnt til Ealdorman af Mercia i 1007. Stillingen havde været ledig siden 985, hvor hans forgænger Ælfric Cild var blevet drevet i eksil på baggrund af anklager om forræderi. Eadric må dog have været på bedre fod med kong Æthelred, da han snart blev gift med hans datter Eadgyth.
På dette tidspunkt beordrede Æthelred, at der skulle bygges en ny flåde af krigsskibe i hele riget, men denne blev svækket, da Wulfgeat, som var blevet anklaget af Eadrics bror Brihtric for forræderi, tyede til pirateri. Da England netop nu var mere sårbar over for invasion fra søs, ankom en hær ledet af Thorkil den Høje i 1009 og anrettede kaos i store dele af landet. Mens Æthelred ønskede at gøre gengæld militært, blev han frarådet det af Eadric. Denne ubeslutsomhed førte til yderligere to års konflikt og sluttede først, da Eadric i London forestod udbetalingen af 48.000 pund til danskerne i påsken (13. april) i år 1012. På dette tidspunkt forhandledes også ærkebiskop Ælfheah af Canterburys løsladelse, men ærkebiskoppen nægtede at blive løskøbt og blev i frustration dræbt af sine fangevogtere. Samme år hærgede Eadric St Davids i Wales.

### Invasion
I år 1013 ankom Svend Tveskæg til England med den hensigt at krone sig selv til konge af England. Ved udgangen af år 1013 var den engelske modstand brudt sammen, og Svend havde erobret landet. Eadrics opholdssted var på dette tidspunkt ikke klart, men ifølge Roger af Wendover "havde Eadric krydset" kanalen til Normandiet med dronning Emma "og hundrede og fyrre soldater". Æthelred fulgte efter dem i januar 1014.
Situationen ændrede sig dog pludselig, da Svend døde den 3. februar 1014. Besætningerne på de danske skibe i Trent-floden, som tidligere havde støttet Svend, svor straks hans søn Knud troskab. Men ledende engelske adelsmænd sendte et forslag til Æthelred om at forhandle hans tilbagekomst på tronen. Han blev forpligtet til at erklære sin loyalitet over for adelsmændene, at indføre reformer vedrørende alt, hvad de tidligere ikke kunne lide, og at tilgive alt, hvad der var blevet sagt og gjort imod ham i hans tidligere regeringstid. Æthelred genvandt hurtigt sin trone med hjælp fra Olav Haraldsson. Knud tog tilbage til Danmark, mens hans allierede blev straffet for deres samarbejde med ham.
I år 1015 blev der holdt et rådsmøde i Oxford, hvortil Eadric inviterede brødrene Sigeferth og Morcar, som var to thane fra East Midlands. Desværre for dem fik Eadric dem dræbt, sandsynligvis på grund af deres samarbejde med danskerne. Dette gjorde det muligt for prins Edmund at konfiskere deres jorder.

### Danskerne vender tilbage
Knud ankom fra Danmark i august år 1015 til Sandwich i Kent med en invasionsstyrke på omkring 200 skibe, men gik straks i gang med at plyndre i Dorset, Wiltshire og Somerset. Eadric samlede en hær i Cosham, hvor kong Æthelred lå syg. Edmund kom for at slutte sig til ham fra nord, hvor hans nye territorier lå. Det menes, at Eadric havde til hensigt at forråde Edmund, men da deres styrker sluttede sig til hinanden, kunne han ikke. Hærene skiltes uden videre, og Eadric tog snart fyrre skibe fra den kongelige flåde, flygtede til Knud og trådte i hans tjeneste.
Omkring nytår fulgte Eadric med Knud ind i Warwickshire, hvor de plyndrede, brændte og dræbte alle dem de mødte. Prins Edmund samlede en hær for at møde dem, men hans styrker fra Mercia nægtede at kæmpe mod danskerne og gik i opløsning. Edmund fortsatte med at samle endnu en hær, og med assistance fra jarl Uhtred af Northumbria plyndrede han Eadrics landområder i Staffordshire, Shropshire og Cheshire. Uhtred vendte tilbage til sit besatte Northumbria for at underkaste sig Knud, men han blev dræbt og erstattet med Erik jarl.
Æthelred døde den 23. april 1016 i London, og hans søn Edmund blev valgt til konge over det, der var tilbage af sin fars rige. Men Edmund fik ingen ro. Den danske hær var draget sydpå mod London, så Edmund rejste til Wessex. Eadric og Knud fulgte efter ham, og der blev udkæmpet to slag ved Penselwood i Somerset og Sherston i Wiltshire uden nogen klar vinder. Da det under det andet slag så ud til at Edmund havde overhånden, hukkede Eadric hovedet af mand, hvis ansigt og hår lignede kong Edmund, og råbte så alle kunne høre det, at han i sine hænder holdt kong Edmunds hoved og at alle englændere skulle flygte. Dette satte en skræk i de engelske soldater.
Edmunds styrker tog til at begynde med flugten, men da de indså, at han stadig var i live, kæmpede de sammen med ham indtil solnedgang. Eadric og Knud forlod slaget og vendte i ly af mørket tilbage til London. Edmund fulgte snart efter dem for at redde London og drev Eadric og Knud på flugt ved at besejre dem efter at have krydset Themsen ved Brentford. Men da han lidt store tab, trak han sig derefter tilbage til Wessex for at samle friske tropper, og danskerne lagde atter London under belejring. Men efter endnu et mislykket angreb trak danskerne sig tilbage til Kent. Efter et endeligt nederlag ved Otford mødte Eadric Edmund ved Aylesford og blev taget tilbage i Edmunds nåde. Knud sejlede nordpå over havet til Essex og rejste op ad floden Orwell for at hærge Mercia.

### Slaget ved Assandun
Den 18. oktober 1016 blev danskerne mødt af Edmunds hær på vej tilbage mod deres skibe, hvilket førte til Slaget ved Assandun, mest sandsynligt udkæmpet ved Ashingdon, i sydøst, eller Ashdon, i det nordvestlige Essex. I den efterfølgende kamp trak Eadric, hvis tilbagevenden til den engelske side måske var en list, sine styrker tilbage fra slagmarken, og som den angelsaksiske krønike udtrykker det, "forrådte han sin naturlige herre og hele Englands folk", hvilket førte til et afgørende engelsk nederlag.
Edmund og Knud sluttede fred efter råd fra Eadric på Ola's Island nær Deerhurst. Det blev besluttet, at England skulle deles i to ved Themsen, således at Knud herskede i nord og Edmund i syd. Dog kom Edmund ikke til at leve meget længere, og Knud blev enehersker over England. Eadric beholdt sin stilling som Ealdorman af Mercia.

### Død
Mens han opholdt sig på det kongepaladset i London, blev Eadric dræbt på kong Knuds ordre sammen med tre andre fremtrædende engelske adelsmænd: Northman, søn af Leofwine, Æthelweard, søn af Æthelmær the Stout, og Brihtric, søn af Ælfhheah, Ealdorman af Devon. Ifølge Encomium Emmae blev det gjort under påstand om, at de henrettede ikke havde kæmpet "trofast" for deres herre Edmund, og "som han (Knud) vidste havde været bedrageriske og havde tøvet mellem de to sider med svigagtig vaklen." Encomium Emmae beretter også, at Knud beordrede jarl Erik jarl til at "betale denne mand, hvad vi skylder ham", og han huggede derefter Eadrics hoved af med sin økse.
Den nøjagtige dato for Eadrics død er ikke givet af nogen kilde, men John af Worcester beretter, at Knud gav ordren juledag, derfor er det sandsynligt, at han døde den 25. december 1017. Knud beordrede hans lig til at blive kastet over bymuren og efterladt ubegravet. Henrik af Huntingdon fortæller, at Eadrics hoved blev "placeret på en pæl på det højeste brystværn på Londons tårn". Eadric vides ikke at have haft børn. Hans stilling blev på et tidspunkt besat af Leofric, bror til Eadrics ridder Northman, hvis familie kontrollerede Mercia indtil efter den normanniske erobring.

## Karakter
I 2005 blev Eadric Streona udvalgt af historikere i en meningsmåling foretaget af BBC History Magazine som det 11. århundredes værste brite.

## Bemærkninger
1. ↑  Manuscript C af Den Angelsaksiske Krønike hævder, at Uhtred blev dræbt "på råd af ealdorman Eadric". Denne påstand er imidlertid usandsynlig, idet både John af Worcester og Symeon af Durham giver navnet manden bag mordet til at være en vis Thurbrand the Hold.
2. ↑  John af Worcester skriver at Knud frygtede, at Eadric vil vise sig at være lige så forræderisk til ham, som han havde været over for Æthelred og Edmund.
3. ↑  Vilhelm af Malmesbury beretter, at Eadric blev stranguleret i det kammer, hvor de sad, og blev smidt ud ad vinduet ned i Themsen. Denne er en af mange modstridende fortællinger omhandlende Eadrics død.